# Nagpur
Nagpur ou Nagpour (marathi : नागपुर Nāgpur) est une ville du centre de l'Inde, dans le Maharashtra. Elle est par le nombre d'habitants la troisième ville de l'État en même temps que  sa capitale d'hiver. Elle compte environ 2 051 320 habitants, ce qui en fait la treizième ville du pays. Nagpur est une des 100 villes sélectionnée par le programme Smart Cities du gouvernement. Elle est surnommée Orange city pour sa production d'oranges.  
Nagpur est le siège de la session d'hiver de l'assemblée de l'État du Maharashtra. De plus, elle a une importance étatique et même nationale car elle est à la fois le berceau historique de l'organisation nationaliste hindou RSS et un lieu majeur pour le mouvement bouddhiste Dalit. Nagpur est également célèbre pour sa Deekshabhoomi, qui est la plus grande stupa sacrée bouddhiste du monde.

## Étymologie
Le nom de la ville de Nagpur dérive du fleuve Nag qui traverse la ville. En marathi « nag » signifie « serpent ». Cela se réfère à la forme de la rivière qui serpente dans la ville. Le suffixe pur signifie "ville" dans plusieurs langues présentes en Inde. À l'époque coloniale, le nom de Nagpur était écrit et prononcé 'Nagpore'.

## Histoire
La ville fut fondée vers 1740, par Bhakt Buland.
Le maire de la ville est Naresh Keshaorao Gawande.
Sous la colonisation britannique, la ville a été désignée comme centre de l'Empire des Indes. Un obélisque appelé Zero Miles Stone a été érigé à cet effet, d'où sont indiquées des distances (« Jubbulpore, 170 miles » ou « Hyderabad, 318 miles ») ainsi que « G.T.S. Standard banc mark 1907 » (G.T.S pour « Great Trigonometrical Survey »).
En 1925 est fondé à Nagpur le mouvement de jeunesse nationaliste hindou RSS, qui y organise depuis, en mai de chaque année, un camp d'entraînement pour ses élites.
Le 14 octobre 1956, Bhimrao Ramji Ambedkar organise la première conversion en masse d'intouchables. Ce juriste et homme politique indien, après une étude des religions, devient convaincu que la conversion des Dalits au bouddhisme est la meilleure solution pour sortir du système des castes vecteur d’injustices et d'inégalités. Ainsi, ce 14 octobre, quelque 380 000 intouchables se convertissent au bouddhisme. Cet événement s'est déroulé sur le lieu actuelle de la Deekshaboomie, construite entre 1978 et 2001 pour commémorer ce moment et faire office de lieu de pèlerinage. Depuis lors, les bouddhistes, très minoritaires en Inde, s'y retrouvent chaque mois d'octobre pour honorer la mémoire du Dr Ambedkar.
Akku Yadav est un tueur et violeur en série, tué par ses victimes le 14 août 2004 au sein du tribunal de Nagpur. 
La culture des oranges à proximité de Nagpur est menacée par la pollution émise par les centrales au charbon.

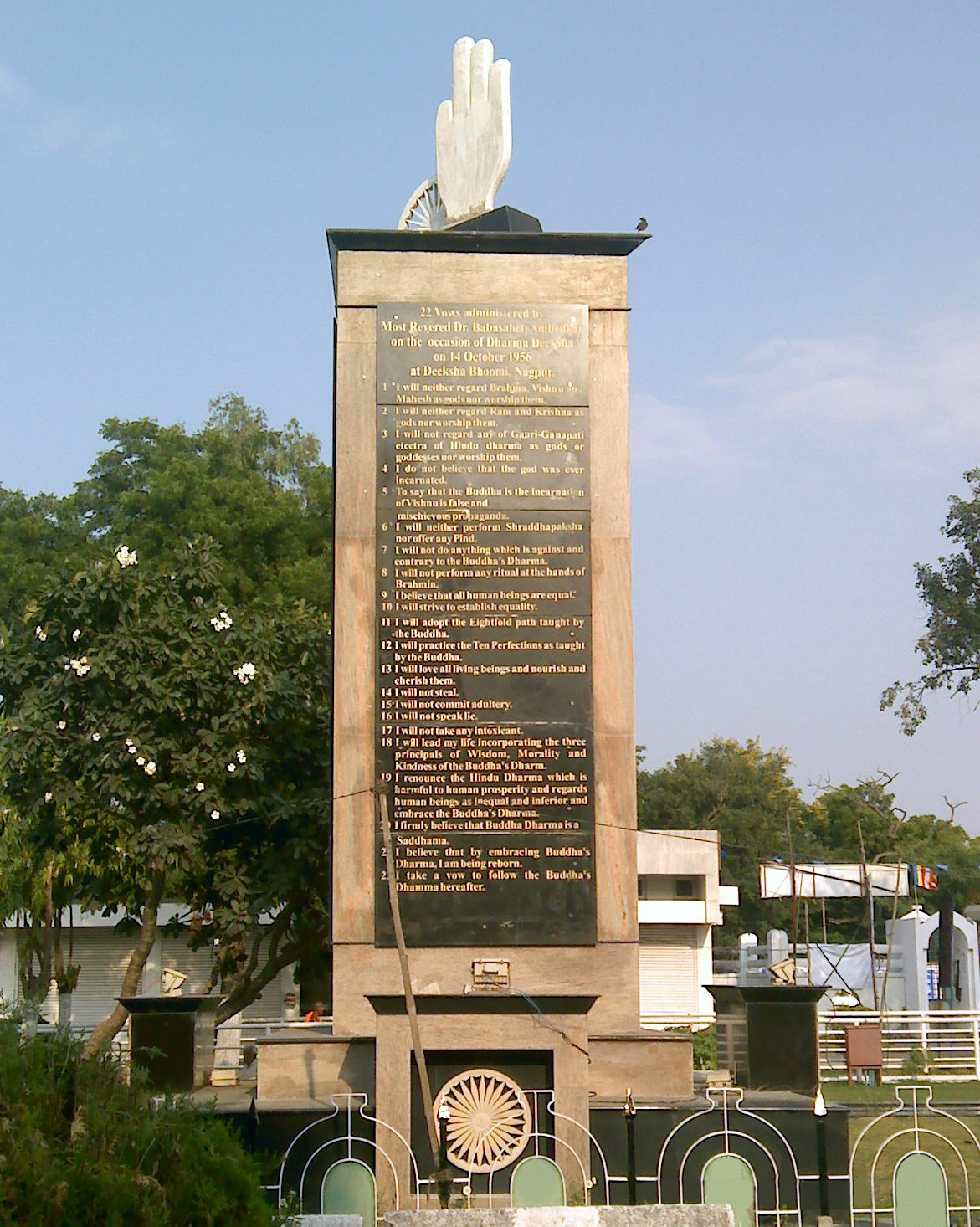
Inscription des 22 vœux à Deekshabhoomi (lieu de la conversion), à Nagpur.

## Géographie et climat
Nagpur est située à une altitude d'environ 300 m et a une superficie de 220 km². La ville se trouve au centre géographique de l'Inde, qui est matérialisé dans la ville par un monument, le Zero Mile Stone. 
Le climat de la ville est généralement sec. La saison des pluies est courte mais la ville reçoit en moyenne 1 242 mm d'eau par an. La plus haute température relevée dans la ville est 48,6 °C et la plus basse est de 4 °C.
Nagpur est sur la route nationale 44 et sur la route nationale 47.